# Primo Dorello
Primo Dorello (* 1872 in Narni; † 1963 in Bologna) war ein italienischer Anatom. Der von ihm beschriebene Dorello-Kanal, ein Bogen der harten Hirnhaut um den Nervus abducens, trägt seinen Namen.

## Leben
Nachdem er ein Studium der Medizin und Chirurgie 1897 in Rom mit Bestnote abgeschlossen hatte, nahm er seine Tätigkeit am dortigen Institut der Anatomie auf. In den folgenden Jahren bis 1922 beschäftigte er sich intensiv mit Fragestellungen der menschlichen Anatomie, Histologie und Embryologie. In diese Zeit fällt auch seine Veröffentlichung Considerazioni sopra la causa della paralisi transitoria dell’abducente nelle flogosi dell’orecchio medio („Überlegungen über die Ursache der vorübergehenden Lähmung des Nervus abducens bei Mittelohrentzündung“) im Jahr 1905, in der er den später nach ihm benannten Dorello-Kanal beschreibt. Dessen Erstbeschreibung erfolgte allerdings bereits 1859 durch den österreichischen (böhmischen) Anatomen Wenzel Gruber.
1922 wurde Dorello Professor für Anatomie an der Universität Sassari. 1926 folgte er einem Ruf auf den Lehrstuhl an der Universität Perugia, wo er bis zum Ende seiner wissenschaftlichen Karriere 1946 verblieb. In seinem Nachlass finden sich 83 wissenschaftliche Publikationen v. a. zur Neuroanatomie.
Sein weiteres außerordentliches Interesse galt der Fotografie und Anthropologie.